# 모토로라 68000 시리즈
모토로라 68000 시리즈(680x0, m68000, m68k 또는 68k라고도 함)는 32비트 CISC(Complex Instruction Set Computer) 마이크로프로세서 제품군이다. 1980년대와 1990년대 초반에 이 제품은 개인용 컴퓨터와 워크스테이션에서 널리 사용되었으며 인텔 x86 마이크로프로세서의 주요 경쟁자였다. 초기 애플 매킨토시, 샤프 X68000, 코모도어 아미가, 싱클레어 QL(Sinclair QL), 아타리 ST, 메가 드라이브, 캡콤 시스템 I(아케이드), AT&T UNIX PC, 탠디 모델 16/16B/6000, Sun Microsystems Sun-1, Sun-2 및 Sun-3, NeXT 컴퓨터, NeXTcube, NeXTstation 및 NeXTcube Turbo, Texas Instruments TI-89/TI-92 계산기, Palm Pilot(Palm OS 4.x 이하를 실행하는 모든 모델) 및 우주 왕복선에 사용된 프로세서로 가장 잘 알려져 있다. 최신 데스크톱 컴퓨터는 680x0 시리즈 프로세서를 기반으로 하지 않지만 파생 프로세서는 여전히 임베디드 시스템에서 널리 사용되고 있다.
모토로라는 1994년에 680x0 시리즈 아키텍처 개발을 중단하고 이를 AIM 동맹의 일부로 IBM 및 애플 컴퓨터와 함께 개발한 PowerPC RISC 아키텍처로 대체했다.

## 구성
- 1세대(내부적으로 16/32비트, 8, 16 및 32비트 인터페이스로 생성됨)
  - 모토로라 68000
  - 모토로라 68EC000
  - 모토로라 68SEC000
  - 모토로라 68HC000
  - 모토로라 68008
  - 모토로라 68010
  - 모토로라 68012
- 2세대(내부적으로 완전 32비트)
  - 모토로라 68020
  - 모토로라 68EC020
  - 모토로라 68030
  - 모토로라 68EC030
- 3세대(파이프라인)
  - 모토로라 68040
  - 모토로라 68EC040
  - 모토로라 68LC040
- 4세대(수퍼스칼라)
  - 모토로라 68060
  - 모토로라 68EC060
  - 모토로라 68LC060
- 기타
  - 프리스케일 683XX(CPU32, 일명 68330, 68360, 일명 QUICC)
  - 프리스케일 ColdFire
  - 프리스케일 드래곤볼
  - 필립스 68070

## 같이 보기
- VME버스